# 塩上町
塩上町（しおがみちょう）は、香川県高松市中心部の町丁。郵便番号は760-0062。大部分が住居表示に関する法律に基づく住居表示実施地区で、実施地区には一丁目〜三丁目が存在する。

## 地理
高松市役所より0.9km、高松市中心部の東に位置し、北は国道11号、東は杣場川、南は市道藤塚町多賀町線及びことでん長尾線の鉄道敷、西は東田町及びことでん琴平線の鉄道敷によって区切られている。ことでん瓦町駅東口に面した駅裏にあたる部分で、西口側とは違って商業施設は少なく、基本的に民家やアパートなどが密集する下町型の住宅街を形成し、その中に事務所が入ったビルなど業務施設が混在している地域である。ただし、観光通り以南の南部地区は様相が異なり、観光通り沿いにはオフィスビルが立地し、その内側にも高密度な住宅地が広がっているなど、高松市都心部と連続した中心市街地の一角を成している。
2010年国勢調査による人口は1719人（男872人/女847人）、世帯数は1071世帯、面積は18万6358.43m2、人口密度は9224.2人/km2。公立小学校・中学校の校区は南部地区及び一丁目8番（ことでん長尾線の鉄道敷以南に相当）が花園小学校・玉藻中学校、一丁目1番〜7番、二丁目、三丁目（ことでん長尾線の鉄道敷以北に相当）が高松第一小学校・中学校（小中一貫）に属している。
南部地区（観光通り以南の地域）は観光通一丁目〜二丁目によって当町の大部分から分離された飛び地となっている。
町内における都市計画法に基づく用途地域は、南部地区の大部分及び二丁目のうち国道11号沿いが容積率500%、同じく二丁目のそこに接した街区並びに市道塩上町花園線以西及び一丁目の全域が容積率400%、南部地区のうち市道魚屋町栗林線以西の観光通りに面した街区が容積率600%のいずれも商業地域である。それ以外の二丁目の一部及び三丁目の全域が容積率300%、建ぺい率80%の近隣商業地域である。

### 河川
- 杣場川（玉川）

町の東端には上流で玉川と呼ばれる杣場川が流れているが、高度経済成長期に暗渠化されて以降は道路の一部となっている。

### ○丁目表記・非表記混在現象
町内の大部分では住居表示が実施されており、これらの地区では「塩上町」の後に一丁目から三丁目が付くが、南部地区（観光通り以南の地域）では住居表示が実施されずに残され、同地区では「塩上町」の後には何も付かずに直接地番を表記する。また、これらの地域の郵便番号は共通である。
高松市の場合、塩上町のように一つの町丁内部における○丁目表記・非表記の混在現象は、すなわち住居表示の実施区域と非実施区域の混在と同義である。
1945年（昭和20年）7月4日の高松空襲で壊滅的な被害を受けた高松市中心部では大部分で土地区画整理事業（戦災復興土地区画整理事業）が施行され、施工面積は358.2ha（358万1838m2）に及び、3工区3次に分けて行われた。区画整理の最終的な完工となる換地処分は工区ごとに1958年（昭和33年）7月10日、1964年（昭和39年）1月25日、1970年（昭和45年）5月19日であり、区画整理を終えた地区には換地処分と同時に地番整理が行われた。その後1964年（昭和39年）から順次住居表示が実施され始めた。高松市の場合、既に地番整理が行われた地区では住居表示が実施されない場合があり、当然ながら実施地区と非実施地区の境目ができる。すると、道路の配置などの都合によってその境目が一つの町の中にできる場合があり、その一つが塩上町南部地区であり、○丁目表記・非表記混在現象が起こった。

## 歴史
町名の由来は、塩屋町の上手（南側）にある町という意。町域の大部分は元々香川郡東浜村大字東浜の一部であったが、1921年（大正10年）1月1日に東浜村が高松市へ合併した際、大字東浜の区域は3つに分割され、その1町として塩上町が新設された。
1945年（昭和20年）7月4日未明にはアメリカ軍による無差別絨毯爆撃「高松空襲」を受け、町内の多くが灰燼に帰した。空襲で壊滅的な被害を受けた高松市中心部では大部分で土地区画整理事業（戦災復興土地区画整理事業）が施行され、塩上町もことでん琴平線の鉄道敷以東、観光通り以北の部分が第一工区第二次区域、それ以西以南の部分が第一工区第三次区域として区画整理の対象となった。この区画整理によって現在の国道11号高松北バイパス、県道160号高松港栗林公園線、市道瓦町松島線、市道東浜港多賀線、観光通り、フェリー通りを始めとした幹線道路や多くの街路が新設・拡幅された。この区画整理事業の完工となる換地処分は第一工区第二次区域が1964年（昭和39年）1月25日、第一工区第三次区域が1970年（昭和45年）5月19日である。
1958年（昭和33年）には北部に一丁目〜三丁目が設置され、一部が東田町、観光通一丁目〜二丁目、常磐町一丁目〜二丁目及び瓦町一丁目〜二丁目へそれぞれ編入された。1964年（昭和39年）には町内の大部分で住居表示が実施され、北部に一丁目〜三丁目を新たに設置の上、一部が東田町、瓦町一丁目〜二丁目、常磐町一丁目〜二丁目、観光通一丁目〜二丁目、築地町、八坂町及び塩屋町へ編入され、逆に塩屋町、花園町及び八坂町の各一部を当町に編入した。

## 主要施設
掲載順は住居表示による街区符号・住居番号順
| - 高松琴平電気鉄道運輸部 - 高橋歯科医院 | - 真弓内科呼吸器科医院 - 八坂神社 - 塩上町小公園 - 松本整形外科医院 - 戸田建設四国支店 - ドミノ・ピザ高松塩上町店 - 太田小児科医院 - 真田嘉商店 - 塩上町警察官共同住宅 - 高松フェネラルホール - 親和会本部 | - 朝銀西信用組合香川支店 - JA香川県塩上支店 - 井上胃腸科医院 - 高松市立塩上町三丁目公園 - 高松東社会保険事務所 - 西岡歯科医院 - 在日本朝鮮人総聯合会香川県本部 | - 高松厚生クリニック - いしばし内科医院 - 高川予備校高松校 |